# 張本嘉
張本嘉（？—？），字孟端，號内庵，直隸松江府華亭縣民籍，浙江嘉兴府嘉兴县人，明朝政治人物。

## 生平
三月二十二日生，治诗经。萬曆二十二年（1594年）甲午科應天鄉試第一百十七名舉人，萬曆二十三年（1595年）聯捷進士，兵部觀政，二十五年二月授官江西宜春县知县，卒于官。

## 家族
曾祖张诏。祖父张翱，寿官。父张希曾，廪生。母王氏。具庆下。妻王凤娴，字瑞卿，号文如子，孀居教子，与二女张引元、张引庆自相倡和，有《贯珠集》、《双燕遗音》行世。子张汝开、张汝訚。